# Marina La Rosa
Marina La Rosa (Messina, 21 gennaio 1977) è un personaggio televisivo e attrice italiana, nota per avere partecipato alla prima edizione italiana del reality show Grande Fratello e per essersi classificata seconda alla quattordicesima edizione dell'Isola dei famosi.

## Biografia
La sua carriera ha inizio nel 2000, quando aveva 23 anni, con la partecipazione alla prima edizione del Grande Fratello, il reality show di Canale 5, da cui viene eliminata il 23 novembre 2000, 72 giorni dopo l'inizio della trasmissione, con l'83% dei voti a sfavore. Per la sua propensione alla seduzione all'interno della casa viene soprannominata "gatta morta", soprattutto per le provocazioni attuate nei confronti di Pietro Taricone. Uscita dalla casa, ha realizzato un calendario per la rivista Max composto da 12 scatti sexy. A seguito della notorietà conseguita grazie al reality, prende parte come ospite a diversi programmi televisivi, per ritirarsi dalle scene e seguire corsi di recitazione nel 2001.
Nel 2002 interpreta un piccolo ruolo in alcune puntate della soap opera Beautiful. Nel 2003 partecipa ad alcune fiction TV, tra cui Carabinieri e Un posto al sole, in cui interpreta il personaggio di Flavia Fattori, e alla produzione sudamericana Terra nostra 2 - La speranza. Debutta a teatro nel 2004 in una versione dell'Elettra di Sofocle prodotta dal Teatro Stabile Calabria sotto la direzione di Geppy Gleijeses e in La notte di Natale (e Marzia), affiancata da Angelo Orlando per la regia di Giorgio Serafini Prosperi, in cui interpreta il ruolo di una showgirl televisiva in carriera che deve trascorrere un weekend con un suo fan disabile mentale. Lo spettacolo negli anni successivi viene portato in tournée a Roma, Milano e in altre città italiane, per essere poi interrotto nella primavera del 2009 per l'avanzata gravidanza dell'attrice. Nel corso degli anni recita inoltre in alcuni cortometraggi, fra cui Quanta donna vuoi di Edoardo De Angelis.
Nel 2005 conduce per Italia 1 una serie di speciali su Miss Muretto. Nel 2006 conduce il programma In Out sul canale televisivo digitale Alice Home TV e partecipa come concorrente al talent show Reality Circus, condotto da Barbara D'Urso su Canale 5. Tra il dicembre 2007 e il gennaio 2008 è protagonista di Mater, uno spettacolo teatrale di Giovanni De Feudis rappresentato in diverse chiese della regione Puglia. Nell'estate del 2008 è la conduttrice del programma Vita in crociera, docufiction ambientata sulle navi della flotta MSC Crociere. Negli anni successivi con la nascita dei figli riduce la sua presenza nel mondo dello spettacolo, limitandosi a partecipare sporadicamente come ospite in alcune trasmissioni televisive.
Nel 2014 conduce su Radio Domani, assieme a Benedicta Boccoli, la rubrica Trash Parade. Il 12 aprile 2015, dopo diversi anni di assenza dalle scene, torna in televisione come ospite del Maurizio Costanzo Show, in onda su Rete 4. Nella stagione televisiva 2016-2017 prende parte come opinionista al programma Il giallo della settimana, spin-off di Quarto grado, in onda su TGcom24 con la conduzione di Remo Croci. Da novembre 2018 partecipa come opinionista al programma della Gialappa's Band Mai dire Talk, in onda su Italia 1, impegno che interrompe nel gennaio 2019 per partecipare come concorrente alla quattordicesima edizione del reality show L'isola dei famosi, condotto da Alessia Marcuzzi su Canale 5, dove arriva in finale e si classifica seconda con il 39% dei voti.
Nel 2020 conduce la rubrica a puntate 2000's - 20 anni dopo, ideata dallo speaker radiofonico Mauriziano Carannante, che consiste in una serie di interviste rivolte ai suoi ex coinquilini del Grande Fratello, svoltesi tramite delle dirette Instagram sul profilo della stessa. Nello stesso anno partecipa al singolo Marina del cantante Luca Vismara, pubblicato il 14 settembre.
Dalla primavera del 2024 è ospite ricorrente del talk show di politica e attualità È sempre Cartabianca, condotto da Bianca Berlinguer su Rete 4. Nell'autunno dello stesso anno prende parte come concorrente alla quarta edizione del reality show La talpa.

## Vita privata
Il 18 settembre 2010 a Teano sposa l'avvocato Guido Bellitti, da cui aveva precedentemente già avuto un figlio, Andrea Renato, nel 2009. Ad aprile 2011 nasce il loro secondo bambino, Gabriele.

## Filmografia

### Attrice

#### Televisione
- Beautiful (The Bold and the Beautiful) – serie TV (2002)
- Carabinieri – serie TV, episodio 2x13 (2003)
- Terra nostra 2 - La speranza (Esperança) – serial TV (2003)
- Un posto al sole – serial TV (2004)

#### Cortometraggi
- Il non fumatore, regia di Morgan Chiarella (2002)
- Quanta donna vuoi, regia di Edoardo De Angelis (2004)
- Fiori nel vento, fantasie di una poetessa, regia di Francesco Lama (2007)

### Produttrice
- Imprinting, regia di Salvatore Arimatea (2007)

## Teatro
- Elettra, di Sofocle, regia di Geppy Gleijeses (2004)
- La notte di Natale (e Marzia), regia di Giorgio Serafini Prosperi (2004-2009)
- Mater, regia di Giovanni De Feudis (2007-2008)

## Programmi televisivi
- Grande Fratello (Canale 5, 2000) – Concorrente
- Miss Muretto (Italia 1, 2005)
- In Out (Alice Home TV, 2006)
- Reality Circus (Canale 5, 2006) – Concorrente
- Vita in crociera (Tele A, 2008)
- Il giallo della settimana (TGcom24, 2016-2017) – Opinionista
- Mai dire Talk (Italia 1, 2018-2019) – Opinionista
- L'isola dei famosi 14 (Canale 5, 2019) – Concorrente
- Alessandro Borghese - Celebrity Chef (TV8, 2023) – Concorrente
- È sempre Cartabianca (Rete 4, dal 2024) – Ospite ricorrente
- La talpa - Who is the Mole (Canale 5, 2024) – Concorrente

## Discografia

### Singoli
- 2020 – Marina (Luca Vismara feat. Marina La Rosa)